# Rvati (Obrenovac)
Pour les articles homonymes, voir Rvati.

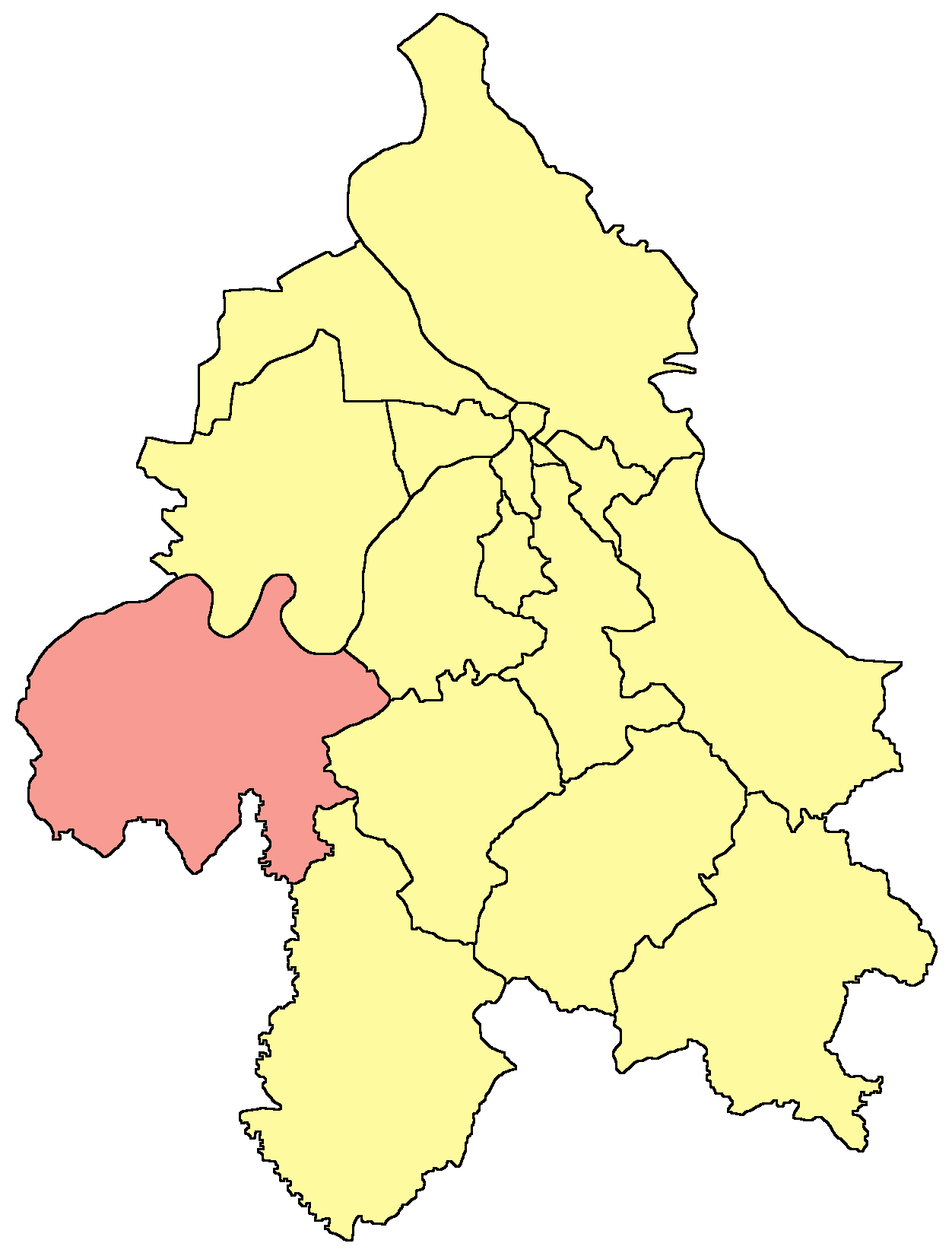
Localisation de la municipalité d'Obrenovac dans la Ville de Belgrade

Rvati (en serbe cyrillique : Рвати) est une localité de Serbie située dans la municipalité d’Obrenovac et sur le territoire de la Ville de Belgrade. Au recensement de 2011, elle comptait 2 055 habitants.
Rvati est officiellement classé parmi les villages de Serbie.

## Démographie

### Évolution historique de la population
| 1948 | 1953 | 1961  | 1971  | 1981  | 1991  | 2002  | 2011  |
| ---- | ---- | ----- | ----- | ----- | ----- | ----- | ----- |
| 472  | 488  | 2 337 | 1 098 | 1 198 | 1 268 | 1 211 | 2 055 |

|  |